# Società Sportiva Racing Club Roma
La Società Sportiva Racing Club Roma es un club de fútbol de Italia, con sede en Ardea, en el Lacio. Fue fundado en 2013 y desde 2017 está activo solo en el sector juvenil.

## Historia
Fue fundado en el año 2013 luego de que el USD Zagarolo transfiriera su sede a la ciudad de Frascati y su plaza en la Eccellenza, adoptando el nombre Associazione Sportiva Dilettantistica Lupa Castelli Romani.
En la temporada 2013/14 consiguió el ascenso a la Serie D y en tan solo dos años lograron ascender a la Lega Pro para la temporada 2015/16. Aquí cambió su nombre a Associazione Sportiva Lupa Castelli Romani y adoptó los colores amaranto y celeste.
En el 2016, los derechos deportivos del club fueron adquiridos por el Società Sportiva Racing Club Roma de Ardea y los dos equipos se fusionaron.
En julio de 2017, el propietario del club adquirió el Fondi Calcio, sin inscribir el Lupa Castelli Romani en el torneo de Serie D.

## Palmarés

### Torneos interregionales
- Serie D (1): 2014-15 (Grupo G)

### Torneos regionales
- Eccellenza Lazio (1): 2013-14 (Grupo B)